# CAMERA EGAL STYLO / カメラ＝万年筆
『CAMERA EGAL STYLO／カメラ＝万年筆』（カメラ・エガール・スティロ／カメラ・イコール・まんねんひつ）は、ムーンライダーズの6枚目のオリジナル・アルバム。1980年8月25日発売。

## 解説
クラウン・レコード在籍時の最終スタジオ・アルバム。一般的には、日本語読みの『カメラ＝万年筆』で呼ばれる。
コンセプトは『架空の映画サウンド・トラック』で、鑑賞した映画作品を、独自の解釈で楽曲化するというもの。アルバム・タイトルは、フランスの映画理論『カメラ万年筆』より。B面は『太陽の下の18才』からで、この曲と『第三の男』、『ロリータ・ヤ・ヤ』のみカバー。
前作から映画がモチーフの曲はあったが、本作では全てが映画作品に関連している。楽曲は同名映画からインスパイアを受けているが、映画から曲を作ることもあれば、曲から映画に当てはめることもあった。内容は映画に則さず、勝手な解釈でもいいとのこと。過去にライブで演奏することは殆ど無く、メンバーも映画が先に浮かんでしまい、楽曲自体を思い出せなかったという（JAPAN ぐる～ヴ、2016年11月13日、鈴木慶一の発言）。
前作以上に実験的な作品となっている。鈴木慶一は、周囲がニューウェーブ熱ですごかったので、本作からの三作を急いで作ったと話し、制作中は何を作っているかわかってなかったという。
最後の『大都会交響楽』は2011年発売のスペシャルエディション盤では演奏時間が43分となっているが、これはオリジナルのアナログ盤に施された特殊な仕掛け、すなわちアナログ盤ではピックアップ部を持ち上げないと（盤と針の物理的耐性を度外視すれば）半永久的に最内周（一般的なアナログレコードでは無音の部分である）がループするという仕様を利用したエンドレス再生を、CDの仕様で可能な形で再現しようとしたため。

## 収録曲
全編曲：ムーンライダーズ
1. 彼女について知っている二、三の事柄
作詞：鈴木博文　作曲：鈴木慶一
2. 第三の男
作曲：Anton Karas
3. 無防備都市
作詞・作曲：鈴木博文
4. アルファビル
作詞・作曲：白井良明
5. 24時間の情事
作詞：かしぶち哲郎, 鈴木慶一
6. インテリア
作詞・作曲：鈴木博文
7. 沈黙
作詞：鈴木博文　作曲：岡田徹
8. 幕間
作詞・作曲：佐藤奈々子
9. 太陽の下の18才
作詞：Luciano Salce　訳詞：音羽たかし　作曲：Ennio Morricone
10. 水の中のナイフ
作詞：鈴木博文　作曲：岡田徹
11. ロリータ・ヤ・ヤ
作曲：N.Riddle, B.Harris
12. 狂ったバカンス
作詞・作曲：かしぶち哲郎
13. 欲望
作詞・作曲：鈴木慶一
14. 大人は判ってくれない
作詞：鈴木慶一　作曲：ムーンライダーズ
歌詞に登場する「Enfants Terribles」は、『恐るべき子供たち』を指す。
15. 大都会交響楽
作曲：ムーンライダーズ